# Jazz tedesco

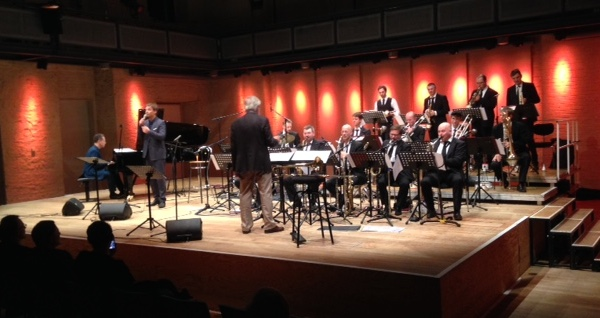
Orchestra Jazz di Berlino a Reinsberg Germania

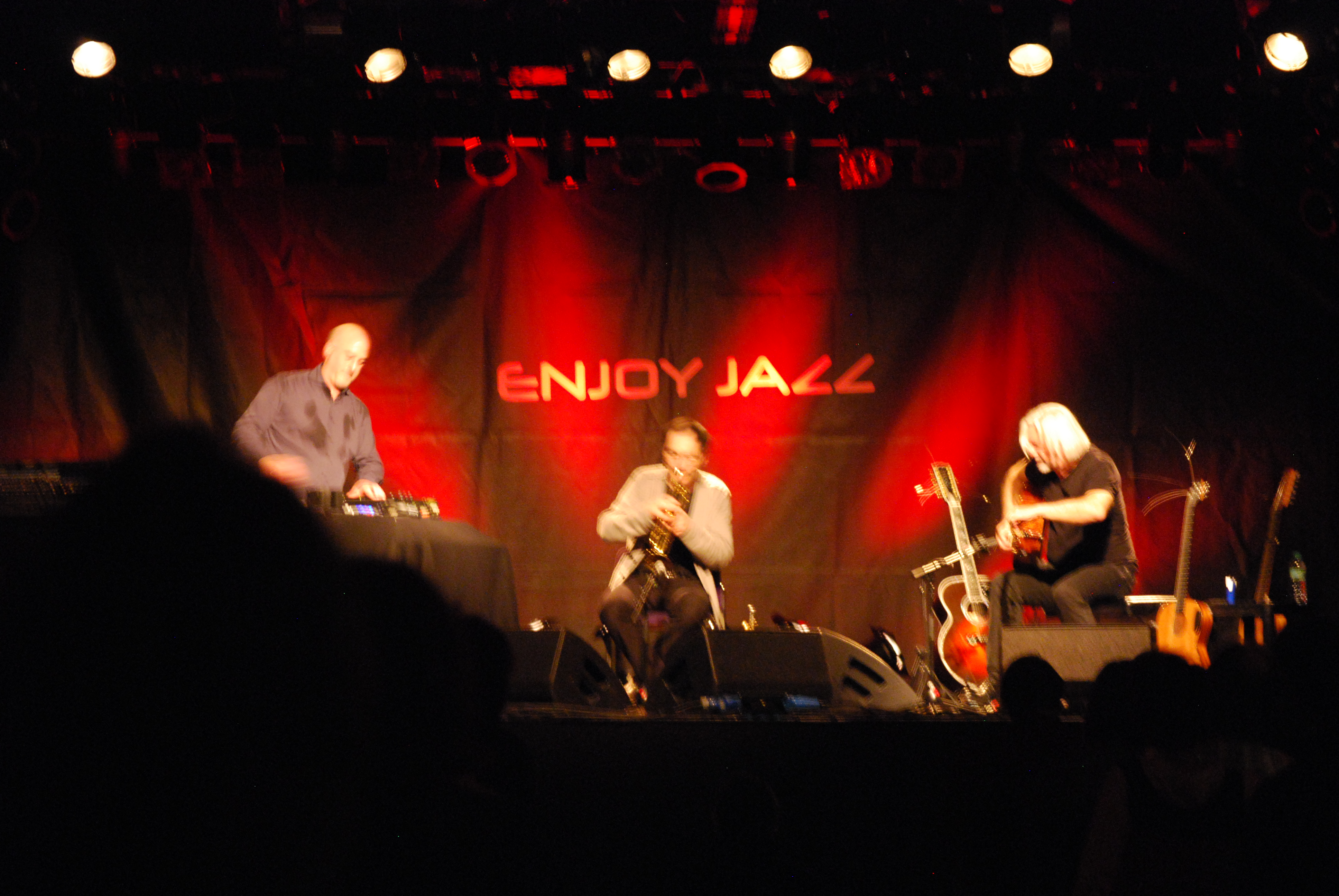
Godetevi il Jazz, Festival 2013; Jan Bang/Claus Boesser-Ferrari/Sava Stoianov

Il jazz tedesco, in una panoramica della sua evoluzione, rivela che il suo sviluppo in Germania e la sua attenzione al pubblico differiscono sotto diversi aspetti dalla "patria" del jazz, gli Stati Uniti.

## Gli anni '20
Uno dei primi libri con la parola "jazz" nel titolo proviene dalla Germania. Nel suo libro Jazz - Eine Musikalische Zeitfrage (Jazz: una questione musicale) del 1927, Paul Bernhard collega il termine Jazz a una danza specifica. Quando la ballerina Josephine Baker visitò Berlino nel 1925, la trovò abbagliante. "La città aveva uno scintillio simile a un gioiello", disse, "i vasti caffè mi ricordavano i transatlantici alimentati dai ritmi delle loro orchestre. C'era musica ovunque." Desiderosa di guardare avanti dopo la sconfitta schiacciante della prima guerra mondiale, la Germania di Weimar abbracciò il modernismo che dilagava in Europa ed era pazza per il jazz. Nella mania del ballo del dopoguerra, non c'erano solo balli moderni come il tango e il foxtrot, ma nel 1920 anche lo shimmy e nel 1922 il two-step. Nel 1925 il Charleston dominava le sale da ballo. Anche se Bernhard Sekles, sotto grandi critiche, nel 1928 iniziò i primi studi accademici sul jazz ovunque al Hoch Conservatory di Francoforte, i primi corsi negli Stati Uniti furono avviati a metà degli anni Quaranta. Il direttore del dipartimento jazz era Mátyás Seiber. Gli studi sul jazz furono chiusi dai nazisti nel 1933.
I primi dischi jazz prodotti in serie uscirono negli Stati Uniti nel 1917. Nel gennaio 1920, "Tiger Rag" era già stato commercializzato da una casa discografica tedesca. Nei primi anni venti, il clarinettista e sassofonista Eric Borchard registrava in Germania. Le prime registrazioni di Borchard mostrano una forte influenza di Alcide Nunez: presto sviluppò il proprio stile. Nel 1924 la sua band era paragonabile a buone band americane come gli Original Memphis Five. La band di Borchard comprendeva il trombonista di New Orleans Emile Christian. Dal 1920 al 1923, a causa delle turbolenze economiche e dell'inflazione, le più grandi orchestre jazz tedesche che suonavano le nuove danze jazz erano una rarità. Inizialmente era più comune un trio con un pianista, un batterista e uno "Stehgeiger" (violinista in piedi), che suonava anche il sassofono. Solo dopo il 1924 fu raggiunta la stabilità economica e fu possibile una base economica per orchestre da ballo più grandi, come quelle fondate da Bernard Etté, Dajos Béla, Marek Weber, Efim Schachmeister e Stefan Weintraub. Era l'elemento predominante dell'improvvisazione che incontrava incomprensione in Germania, dove si suonavano sempre note scritte e concrete; Marek Weber, ad esempio, lasciava il podio in modo dimostrativo se la sua band notturna suonava intermezzi jazz.
Nel 1920-1923 ci fu un periodo di turbolenza economica e inflazione in Germania, fino al 1924, quando il mercato si stabilizzò e il denaro fu investito nell'intrattenimento. Di conseguenza, la metà degli anni '20 portò alla crescita di gruppi più grandi che accettarono di suonare musica jazz. I due gruppi tedeschi più famosi che mostrarono l'influenza del jazz americano furono il piccolo combo di Eric Borchard ed i Stefan Weintraub's Syncopators.
Anche la radio ha avuto un ruolo nel jazz. Nel 1926, la radio iniziò a trasmettere regolarmente musica jazz e, col passare del tempo, nel 1930, artisti come Louis Armstrong, Duke Ellington, la band di Paul Godwin, Red Nichols e Peter Kreuder divennero popolari tra il pubblico tedesco. Gli ascoltatori erano particolarmente inclini ai musicisti neri americani come Armstrong e Ellington, invece che ai loro jazzisti tedeschi. Negli anni ’20 il jazz in Germania era principalmente una moda passeggera. La "Salonorchester" si rivolse al nuovo stile, perché così lo volevano i ballerini. Nel 1924 alla radio si poteva ascoltare il primo jazz; dopo il 1926, quando Paul Whiteman ottenne un successo sensazionale a Berlino, furono trasmessi regolarmente programmi radiofonici con jazz suonato dal vivo. La sua musica era disponibile anche su disco e in spartiti. I Weintraub Syncopators furono il primo gruppo hot jazz in Germania al loro apice a partire dal 1928 circa. Musicisti con diversi background musicali, compositori di concerti di musica classica come Paul Hindemith, Ernst Krenek e Kurt Weill, si rivolsero al nuovo genere musicale che veniva dall'America e lo incorporarono nel loro linguaggio musicale. Per i compositori classici, le formazioni orchestrali, il timbro, la sincope e le armonie blues del jazz erano sinonimo dell'era moderna. Questo nuovo genere musicale fu riconosciuto non solo come musica di moda e di intrattenimento, ma come vera e propria arte. Tuttavia già nel 1927 il compositore Karol Rathaus lo definì un po' prematuramente Jazzdämmerung (crepuscolo del jazz). Theodor W. Adorno criticò il jazz popolare di questo periodo, definendolo musica prevalentemente funzionale (Gebrauchsmusik) per le classi superiori, con poco o nessun legame con la tradizione afroamericana.
Il jazz è stato ritenuto un collegamento insolito tra i neri e gli ebrei. Gli ebrei a quel tempo erano riconosciuti nel jazz, non solo come musicisti e compositori, ma anche come manager commerciali, fungendo da intermediari della musica. Dopo la Grande Guerra in Germania, la negrofobia si fuse con il preesistente antisemitismo e fiorì, soprattutto perché gli ebrei erano spesso descritti come aventi un'affinità razziale con i neri, possedendo simili qualità discutibili. Gli ebrei erano figure prevalenti nelle nuove forme d'arte come il jazz, il cabaret e il cinema. Spesso un gran numero di bandleader di gruppi jazz erano ebrei, molti dei quali provenienti dall'Europa dell'Est, tra cui Bela, Weber, Efim Schachmeister, Paul Godwin e Ben Berlin.

## Gli anni del nazionalsocialismo, gli anni trenta e gli anni quaranta persi
Il jazz era molto più di un semplice passatempo creativo; infatti, la gente vedeva il jazz come "l'essenza del modernismo dell'epoca", una forte spinta verso una maggiore uguaglianza ed emancipazione, proponendosi come un perfetto sostenitore della democrazia in Germania. Con la sua disinvolta e spensierata interdipendenza dalla cultura corale dei cabaret berlinesi, alcuni hanno soprannominato il jazz come "l'incarnazione del vitalismo americano". Eppure, nonostante gli atteggiamenti liberali della democrazia di Weimar, il sentimento pubblico e privato nei confronti dei neri, compresi gli afroamericani, era ambivalente; c'era una carenza di musicisti jazz neri in Germania. Indipendentemente dalla loro situazione sociale, il razzismo profondamente radicato e istituzionalizzato della società tedesca non era tollerante nei confronti dei neri. Ad esempio, molte confraternite studentesche nazionaliste rifiutavano i membri studenteschi che erano di colore o sposati con donne di colore. Inoltre, nel 1932, tutti i musicisti e i critici conservatori denigravano il jazz come prodotto della cultura "negra", cosa che fornì al governo il foraggio per vietare l'assunzione di musicisti neri. Pertanto, per molti artisti afroamericani, la popolarità era una mera facciata della triste realtà di essere visti come un "alieno razziale". Un critico arrivò addirittura a definire il jazz un semplice "rumore negro", con un solo scopo: "introdurre oscenità nella società".
Paul Schewers, un critico musicale, produsse immagini crude di ragazzi e ragazze neri che ballavano impudicamente al servizio della procreazione, lasciando intendere che le forze inferiori emergevano sempre attraverso i neri, superando la luce razionale della moralità e della ragione nel modo in cui l'uomo bianco la comprendeva. Indubbiamente la sensualità ha un'affinità con la danza, ed era pervasiva nel jazz e nei testi, ma questo divenne un mezzo per giudicarla priva di moralità, e perfino di estetica, ridotta ad essere inferiore alla "cultura alta tedesca".
Nei paesi europei limitrofi la tendenza continuò negli anni '30. Furono create riviste di fan per il jazz e i cosiddetti "hot club". Il regime nazista perseguì e vietò la trasmissione di jazz alla radio tedesca, in parte a causa delle sue radici africane e perché molti dei musicisti jazz attivi erano di origine ebraica, e in parte a causa di alcuni temi di individualità e libertà della musica. Per i nazisti il jazz era una forma di espressione particolarmente minacciosa. Una trasmissione radiofonica anti-jazz From the Cake Walk to Hot tentava di ottenere un effetto deterrente con "esempi musicali particolarmente insistenti".
Forse la fonte della critica contro il jazz era la modernità che ciò implicava; infatti, molti dei critici contro il jazz erano quelli che si opponevano a qualsiasi forma di modernità. Quei veterani della prima guerra mondiale con pretese fasciste e dei Freikorps antisemiti si unirono ad altri membri del Movimento Nazionalsocialista per denunciare ebrei e neri. Questo crescente odio per il jazz e la sua sottocultura infettò l’intera struttura del partito nazista che Adolf Hitler e i suoi seguaci stavano cercando così disperatamente di erigere.
Hitler non amava il modernismo nelle arti, il che includeva la musica; nel programma del partito nazista del febbraio 1920 minacciò di far rispettare le future leggi governative contro tali inclinazioni nell'arte e nella letteratura. Anche se non si era mai espresso pubblicamente in modo esplicito contro il jazz nella Repubblica di Weimar, si può dedurre che i sentimenti di Hitler nei confronti del jazz dovessero avere forti legami con la sua percezione della gerarchia razziale, con il jazz, non a caso, all'ultimo posto.
Negli anni '30 il jazz iniziò a vedere il suo declino e cominciò a soffrire. La possibilità che il Jazz potesse essere collegato con le minoranze e i paria della società tedesca, i neri e gli ebrei, lo rendeva sospetto. Le future politiche emergenti contro il jazz furono incoraggiate dai musicologi e dai portavoce della radio tedeschi. Nel 1935, tentando di ampliare il divario percepito tra il "Jazz negro-ebreo" e "Jazz Tedesco", Hans Otto Fricke usò il suo status autorevole di direttore di "Radio Frankfurt", tenendo una serie di conferenze in due parti sull'argomento. In larga misura, il jazz condivise un destino simile con altre arti moderniste del dopoguerra come la musica atonale. Fu solo nel 1931 che molti importanti jazzisti britannici e americani iniziarono a lasciare il paese a causa delle crescenti molestie xenofobe da parte di colleghi e autorità. Molti pensavano che la morte del jazz fosse alle loro porte, ma non si aspettavano che sarebbe rinato in vitalità e salute sotto una dittatura.
Fino al 1935 Joseph Goebbels, ministro dell'Illuminismo e della Propaganda del Reich, aveva sperato di convincere e persuadere il pubblico attraverso la propaganda anti-jazz, piuttosto che proibire il jazz. Tuttavia il jazz fu bandito nel 1935 (WFMU Staff). Nel 1935 il governo nazista non permise più ai musicisti tedeschi di origine ebraica di esibirsi. I Weintraub Syncopators, la maggior parte dei quali erano ebrei, furono costretti all'esilio. Lavorarono all'estero per gran parte degli anni '30, facendo tournée in tutta Europa, Asia e Medio Oriente prima di stabilirsi in Australia nel 1937. Anche le persone con un unico nonno ebreo, come il trombettista Hans Berry, furono costrette a suonare di nascosto o a lavorare all'estero (in Belgio, nei Paesi Bassi o in Svizzera).
Altri gruppi da ballo e musicisti non furono nemmeno così fortunati. Ad esempio, Mitja Nikisch, figlio del celebre direttore d'orchestra classico Arthur Nikisch e lui stesso un rispettato pianista classico, aveva creato negli anni '20 un raffinato ensemble di danza popolare, la Mitja Nikisch Tanz Orchester, che suonava in luoghi importanti. Il regime nazista ne determinò la fine, portando Nikisch al suicidio nel 1936.
Dal 1937 in poi i musicisti americani in Europa non potevano oltrepassare i confini tedeschi. È vero che, nonostante tali persecuzioni, fino all'inizio della guerra era ancora possibile, almeno nelle grandi città, acquistare dischi di jazz; tuttavia, l'ulteriore sviluppo e il contatto con il mondo del jazz americano furono in gran parte interrotti. La "Reichsmusikkammer" (Musica da camera del Reich) sosteneva la musica da ballo che portava alcuni tratti dello Swing, ma dal 1939 l'ascolto di stazioni straniere, che trasmettevano regolarmente jazz, fu penalizzato. Anche dopo che alcune canzoni e alcuni artisti furono banditi in Germania, diverse stazioni radio trasmettevano musica jazz stampando una nuova etichetta incentrata sulla Germania. Ad esempio, la canzone "Tiger Rag" divenne "Schwarzer Panther", ovvero la "pantera nera". "Joseph! Joseph!" divenne "Sie will nicht Blumen und nicht Schokolade", che si traduce come "Lei non vuole né fiori né cioccolato" (WFMU Staff).
Alcuni musicisti non volevano seguire questo comando. Così, per esempio, quando il jazz fu finalmente proibito dai nazisti all'inizio della guerra, il clarinettista Ernst Höllerhagen lasciò la Germania per l'esilio in Svizzera.
A quel tempo, solo un numero relativamente piccolo di persone in Germania sapeva come suonava la musica jazz in America, all'epoca lo swing, e che si trattava di jazz. Con il pressante sforzo bellico dal 1941 al 1943, i nazisti favorirono accidentalmente la mania del jazz costringendo le band delle nazioni dell'Europa occidentale occupate dai nazisti ad esibirsi, portando lo swing caldo. Alla fine, il partito nazista si rese conto che il jazz non poteva essere completamente rimosso dalla Germania (Staff WFMU). I nazisti addirittura rielaborarono e produssero di nuovo alcuni pezzi, dando loro nuovi testi, in studi speciali. Un esempio è la canzone "Black Bottom", che fu presentata come "Schwarzer Boden". Per alcuni tedeschi le stazioni straniere vietate con programmi jazz erano molto popolari.
Il partito nazista da un lato disturbava le trasmissioni delle stazioni alleate, ma dall'altro le copiava anche. Un esempio negativo è considerato la band Charlie and His Orchestra, chiamata anche Mr. Goebbels Jazz Band. Molti dei musicisti swing tedeschi più talentuosi, come il sassofonista Lutz Templin e il cantante Karl "Charlie" Schwedler, erano attivi in una jazz band. Qui i nazisti sostituirono i testi originali con i loro testi di propaganda provocatoria che erano pro-nazisti e anti-americani/britannici. Ad esempio, il testo di "Little Sir Echo" ha un fascino anti-americano/britannico con testi come "Gli U-boat tedeschi ti stanno facendo soffrire, Sei sempre leccato, non è arrivata una vittoria ... Sei un bravo ragazzo, ma ormai dovresti sapere che non potrai mai vincere questa guerra!" La propaganda di Goebbels fu trasmessa sulle frequenze piratate a onde corte in America, Gran Bretagna e Canada per diffondere paura e indebolire il morale dei nemici della Germania (WFMU Staff).
Musica negra era un termine peggiorativo usato dai nazisti durante il Terzo Reich per indicare stili musicali ed esibizioni di afroamericani appartenenti ai generi musicali jazz e swing.
La situazione si intensificò nel 1942 con l'entrata in guerra degli Stati Uniti. Per i diplomatici delle ambasciate straniere e i membri della Wehrmacht, un paio di jazz club continuarono a rimanere aperti a Berlino. Inoltre, locali individuali illegittimi e feste private continuavano a suonare jazz. Nel 1943 la produzione di dischi jazz venne interrotta.
Lo Swingjugend, o Swing Youth, era un movimento formato principalmente da giovani dai 14 ai 20 anni che si vestivano, ballavano e ascoltavano jazz a dispetto del regime nazista. Il partito nazista agì contro questo movimento arrestando molti dei giovani leader della Swing Youth e mandandoli nei campi di concentramento. Tuttavia, la Swing Youth continuò a resistere al partito nazista partecipando ad attività proibite di swing e jazz (Neuhaus). Charlie and His Orchestra si trasferì nella provincia ancora a prova di bomba. Il jazz fu anche incorporato in opere musicali come opere e musica da camera attraverso l'"art-jazz", che utilizzava ritmi e modi sincopati ispirati al jazz e al ragtime. Opere famose come Jonny Spielt auf! di Ernst Křenek e Concertante Music for Orchestra di Boris Blacher sono esempi di art-jazz (Dexter).
Il regime nazista approvò famigerati editti che vietavano i dischi jazz e le trombe smorzate chiamandoli arte degenerata o Entartete Kunst. "Musica degenerata" era una mostra sponsorizzata dal regime nazista che individuava la "degenerazione" o l'uso della musica atonale, del jazz, dell'organizzazione dei toni dal suono discordante e dei singoli compositori e direttori d'orchestra, sia di discendenza ariana che non ariana. La mostra "Musica degenerativa" ebbe in realtà l'effetto opposto di quello che i nazisti speravano perché i soldati si interessarono al vero jazz (Potter). Il film documentario Swing Under the Swastika esamina la musica jazz sotto il regime nazista in Germania e i casi delle sorelle Madlung che furono deportate al Campo di concentramento di Ravensbrück solo perché possedevano dischi jazz. Ci sono anche interviste al batterista e chitarrista jazz Coco Schumann e al pianista Martin Roman, che furono salvati nei campi in modo che potessero e dovessero suonare per gli ufficiali delle SS e durante le esecuzioni ad Auschwitz come membri dei "Ghetto Swingers".

## Il dopoguerra e gli anni '50

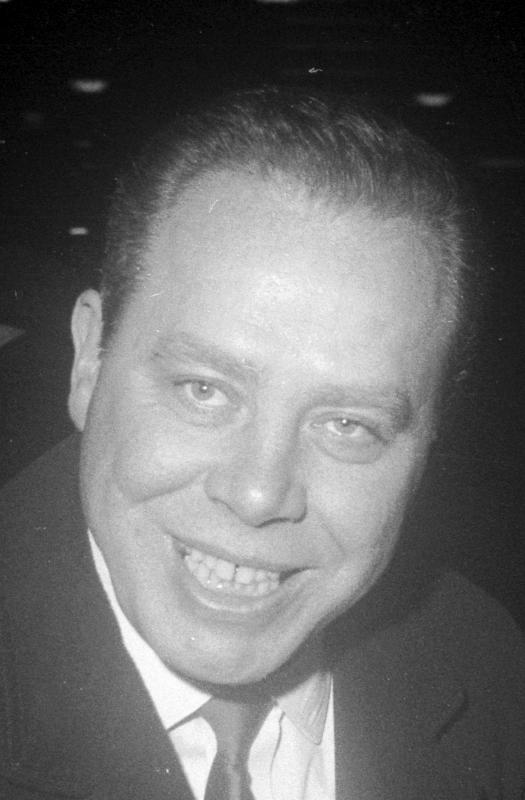
Nel 1950 Helmut Zacharia vinse il sondaggio jazz dell'American Forces Network di Francoforte come miglior violinista jazz.

Nel dopoguerra, e dopo quasi 20 anni di isolamento, molti appassionati di musica e musicisti stessi erano molto interessati ai movimenti del jazz che avevano perso. Il jazz, infatti, diede ai giovani la speranza entusiastica di ricostruire il Paese. Nei jazz club gli amanti del jazz suonavano dischi importanti ancor prima di poter organizzare concerti. Con la fine della seconda guerra mondiale, il jazz fu importato in Germania attraverso i suoi forti appigli in Inghilterra e Francia, e il jazz autoctono del dopoguerra fu in grado di svilupparsi, in particolare nella zona occupata dagli americani. Ironia della sorte, molti prigionieri tedeschi ascoltarono per la prima volta il jazz nei campi francesi, e poi le forze alleate di occupazione introdussero quei dischi e spartiti nel paese. Berlino, Brema e Francoforte divennero centri del jazz. I giovani musicisti tedeschi potevano esibirsi davanti a un pubblico più vasto nei locali dei G.I. americani.
Negli anni Cinquanta, seguendo il modello stabilito a Parigi, in numerose città della Germania occidentale sorsero cantine jazz "esistenziali" (riferite alla filosofia francese).
Il 2 aprile 1951 Erwin Lehn fondò a Stoccarda l'orchestra da ballo della Radio della Germania del Sud (SDR), che diresse fino al 1992. In breve tempo si trasformò da gruppo radiofonico in una moderna big band swing: Erwin Lehn e la sua Südfunk Tanzorchester (orchestra da ballo della radio meridionale). Nel 1955 Lehn, con Dieter Zimmerle e Wolfram Röhrig, diede vita alla trasmissione SDR Treffpunkt Jazz. Lì Lehn suonò con grandi del jazz internazionale come Miles Davis e Chet Baker. Oltre alla band di Kurt Edelhagen della Southwestern Radio (SWF), l'orchestra da ballo Südfunk divenne negli anni successivi una delle principali big band swing della Repubblica Federale Tedesca. Nel 1953 Edelhagen scoprì Caterina Valente a Baden-Baden come cantante per la sua big band.

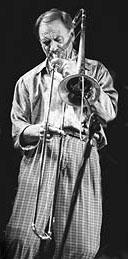
Albert Mangelsdorff, qui molto più vecchio che nel 1960

I musicisti jazz americani furono ascoltati ai concerti Jazz della Philharmonica e agli eventi nelle principali sale da concerto della Germania occidentale. Principalmente nei club suonavano musicisti locali. Per aumentare il livello di riconoscimento culturale, furono organizzate sempre più tournée di concerti da parte della Federazione tedesca del jazz (una fusione dei club). Fino alla fine degli anni Cinquanta, la scena jazz tedesca era fortemente determinata a imitare il jazz americano e a riconquistare il periodo di sviluppo che aveva precedentemente perso. Tuttavia, a partire dal 1954, il jazz della Germania occidentale si allontanò lentamente dal modello stabilito da questo modello musicale. Il quintetto della pianista e compositrice Jutta Hipp ha svolto un ruolo centrale in tal senso; questo gruppo comprendeva il sassofonista Emil Mangelsdorff e Joki Freund, che scrissero anche composizioni strumentali. Sebbene la musica della Hipp sia stata fortemente influenzata dai modelli americani, ha impressionato i critici jazz americani con le sue performance distintive e indipendenti. La particolarità della sua musica era una melodia asimmetrica nelle improvvisazioni, l'inizio e la fine situati in luoghi insoliti. La New Orleans inglese e i gruppi jazz tradizionali furono accolti con fervore, in particolare Ken Colyer, Sonny Morris e Chris Barber. Gruppi di questo tipo hanno continuato a suonare in Germania.
Mentre in America il bebop innovativo e dall'accento ritmico godette di un periodo di massimo splendore fino alla metà degli anni '50, questa musica, a differenza del cool jazz che aveva avuto un boom anche negli anni '50, era un genere a cui i musicisti tedeschi non erano abituati. Preferivano il cool jazz, perché con la sua enfasi sulle melodie degli ottoni e la sua interazione, così come il tono, era più morbido e lento, meno esplosivo.
Le autorità della Repubblica Democratica Tedesca (RDT) erano molto scettiche nei confronti del jazz a causa delle sue radici americane. Karl Heinz Drechsel fu licenziato dal suo lavoro presso l'organizzazione televisiva della DDR nel 1952 a causa della sua passione per il jazz e fino al 1958 gli fu vietato di organizzare nuovamente trasmissioni jazz. Il fondatore del gruppo jazz di Lipsia, Reginald Rudorf, teneva conferenze sul jazz molto frequentate, dove spiegava anche la cultura degli Stati Uniti. Ma furono fermate con azioni dirompenti da parte dell'organizzazione di sicurezza statale ("Staatssicherheit"). Nel 1957, la Dresdner Interessengemeinschaft Jazz (comunità di interessi jazz) fu bandita in relazione al processo del regime contro Rudorf, come sospetta spia.
Mentre le orchestre da ballo della DDR suonavano ancora alcuni brani swing, fu il Modern Jazz, che non poteva essere integrato nelle combo da ballo, ad essere ufficialmente criticato. Successivamente fu denunciato come "Jazz dal naso moccioso" da Andre Asriel.
Nel 1956 il clarinettista Rolf Kühn si trasferì in America, si esibì come ospite con Caterina Valente a New York e si esibì con il suo quartetto al Newport Jazz Festival nel 1957. Dal 1958 al 1962 Kühn suonò, come primo musicista tedesco, con le orchestre di Benny Goodman e come clarinettista solista con Tommy Dorsey, in sostituzione di Buddy DeFranco, un anno e mezzo dopo. Nel 1962 Rolf Kühn tornò nella Germania Ovest.

## Gli anni '60

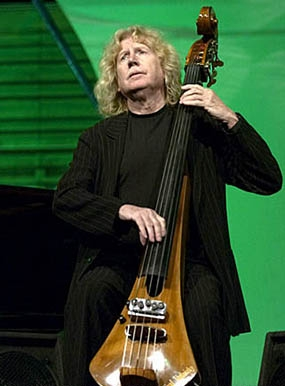
Eberhard Weber

Dopo la costruzione del Muro di Berlino nel 1961, i musicisti jazz della Germania Ovest e della Germania Est furono separati.
Sulla televisione della Germania occidentale i grandi musicisti americani venivano presentati al pubblico in prima serata. Intorno al 1960, l'interesse dei produttori musicali occidentali per la registrazione di musicisti come Wolfgang Lauth diminuì, poiché la musica jazz non sembrava più essere una buona vendita. Nel 1964 Horst Lippmann aveva osservato:
Poco dopo, come se questo appello fosse stato ascoltato e avesse fatto emergere una nuova generazione di produttori jazz, come Siegfried Loch e Hans-Georg Brunner Schwer, entrarono sul mercato dischi di Klaus Doldinger, Albert Mangelsdorff, ma anche di Attila Zoller o Wolfgang Dauner.
Il critico musicale e produttore Joachim-Ernst Berendt assunse una posizione eminente in questo periodo, influenzando il jazz tedesco principalmente negli anni 1960 e 1970. Senza di lui, né il free jazz europeo, né singoli musicisti come Mangelsdorff, Doldinger e altri, avrebbero acquisito l'importanza che hanno oggi per il jazz tedesco. Berendt è stato il primo e unico protagonista globale tra i critici jazz e i produttori della scena jazz tedesca, che ha introdotto il jazz dalla Germania all'estero.
I gruppi jazz più noti della Germania Ovest erano i quintetti di Albert Mangelsdorff, con Heinz Sauer e Günter Kronberg, Michael Naura, con Wolfgang Schlüter, e il quartetto di Klaus Doldinger, con Ingfried Hoffmann. Innovatori furono anche il quartetto di Lauth Wolfgang, con Fritz Hartschuh e il trio di Wolfgang Dauner, con Eberhard Weber e Fred Braceful. Musicalmente c'era una delineazione deliberata ma attenta del modello americano. Con la loro crescente popolarità, Doldinger e Mangelsdorff poterono esibirsi anche all'estero e pubblicare dischi. Naura dovette ritirarsi dalla vita attiva come musicista a causa di una malattia e in seguito divenne redattore della parte Jazz della NDR (Trasmissioni della Germania settentrionale). Per la DDR va menzionato il sestetto di Manfred Ludwig, originariamente per lungo tempo l'unico gruppo che si rivolse allo stile del jazz moderno.
Nel 1965, il quintetto di Gunter Hampel, un sostenitore moderato del Free Jazz, con musicisti come Manfred Schoof, Alexander von Schlippenbach, Buschi Niebergall e Pierre Courbois, arrivò sulla scena jazz tedesca e tenne numerosi concerti nella "provincia". Si poteva ascoltare free jazz senza compromessi con il quintetto di Manfred Schoof (Voices) e un ottetto di Peter Brötzmann (Machine Gun). Soprattutto nelle città più piccole della Germania occidentale, con l'avvento del Beat i club di musica jazz scomparvero. Dalla metà degli anni Sessanta in poi, nella DDR, il trio formato da Joachim Kühn (emigrato in Occidente nel 1966), Friedhelm Schönfeld e Manfred Schulze trovarono la propria strada nel free jazz.

## Gli anni '70
Gli anni '70 furono caratterizzati dalla globalizzazione e dalla commercializzazione del mondo del jazz tedesco. Il jazz fu combinato con vari altri generi musicali. Musicisti jazz di successo come Klaus Doldinger, Volker Kriegel e l'United Jazz and Rock Ensemble seguirono questa tendenza nella direzione della musica rock in Germania Ovest. Allo stesso tempo, musicisti più giovani come Herbert Joos, Alfred Harth e Theo Jörgensmann hanno ottenuto il riconoscimento del pubblico e hanno suscitato l'attenzione della scena jazz con la loro musica. È interessante notare che i musicisti tedeschi hanno raggiunto un'accettazione da parte del pubblico locale alla pari con i musicisti jazz americani. Ad esempio, il quartetto Theo Jörgensmann, un gruppo jazz d'avanguardia, è stato addirittura inserito nella lista dei migliori brani di musica popolare dell'Annuario musicale Rock Session. Nello stesso periodo si affermarono sul mercato le etichette discografiche tedesche FMP, ECM ed ENJA. Anche le performance acustiche-romantiche di Joachim Kühn e di altri pianisti come Rainer Brüninghaus sono entrate di moda. A Moers e in altre città della Germania Ovest, si tennero dei festival incentrati su questi nuovi sviluppi del jazz.

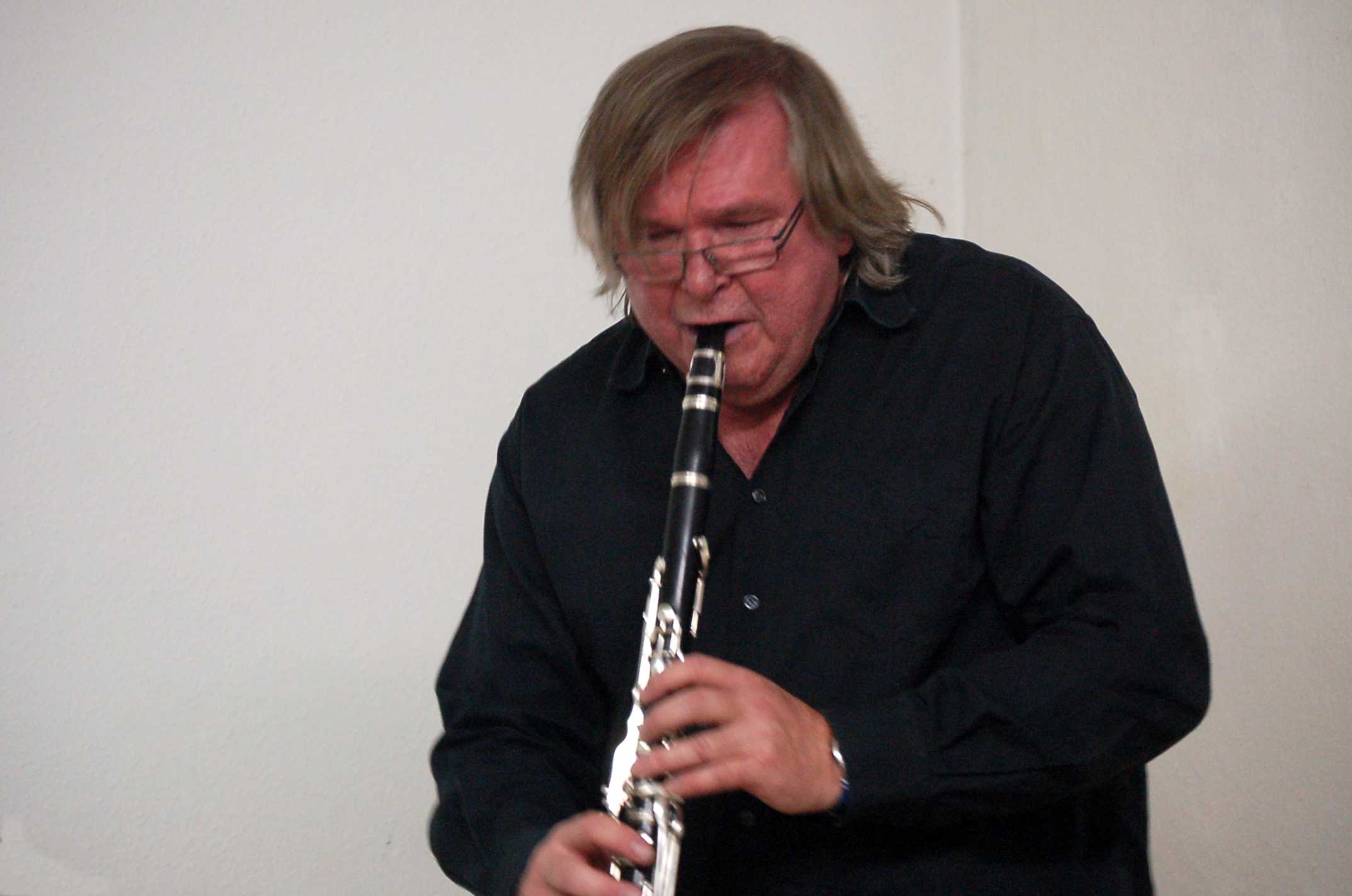
Theo Jörgensmann, 2009

Negli anni '70 iniziarono gli studi accademici sul jazz nella Germania occidentale. Il corso estivo annuale presso l'Akademie Remscheid (Accademia Remscheid) era molto popolare tra i giovani musicisti jazz. Non c'è quasi musicista jazz professionista, nato tra il 1940 e il 1960, che non abbia frequentato questo corso come allievo o insegnante.
Dopo il 1970, i ministeri della Germania dell'Est abbandonarono il loro antagonismo nei confronti della musica jazz, spiegando che il jazz era diventato parte integrante della cultura e della politica della Germania dell'Est. Klaus Lenz e la Modern Soul Band hanno trovato la propria strada verso la fusione tra musica rock e jazz. Soprattutto nella Germania dell'Est i musicisti free jazz svilupparono i propri gesti e improvvisarono prima su materiale apparentemente specifico della Germania dell'Est in modo tale che l'idea di un "Eisler-Weill Folk-Free jazz" potesse prendere piede all'estero. L'autoaffermazione era più marcata nella Germania dell'Est che in quella dell'Ovest. Tra gli artisti più noti di quest'epoca figurano Conny Bauer e Ulrich Gumpert (Zentralquartett), nonché Manfred Hering e Günter "Baby" Sommer. Questa musica ha avuto risonanza presso un vasto pubblico giovane e ha avuto molto successo. Il giornalista jazz Bert Noglik notò in retrospettiva:

## Gli anni '80

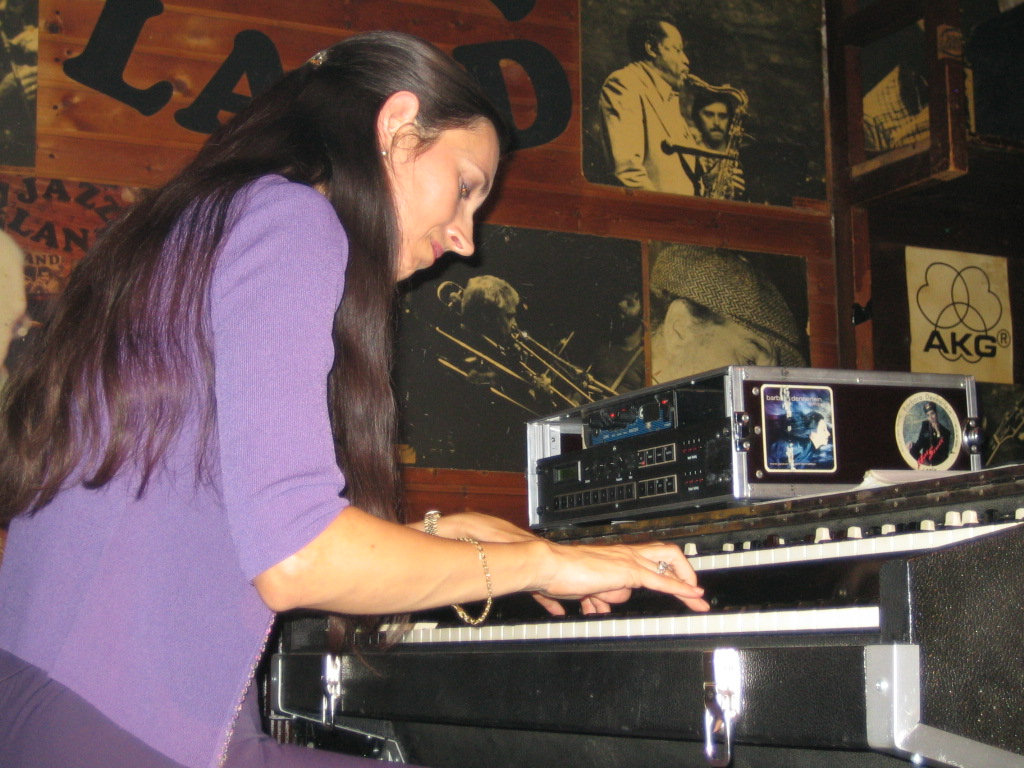
Barbara Dennerlein ha iniziato la sua carriera negli anni '80.

Negli anni '80, nella Germania occidentale, il pubblico jazz, così come la scena jazz, si divise in molte direzioni diverse. C'erano forme che includevano il repertorio tradizionale, le varie correnti del free jazz e della musica fusion, la virata al neo-bop, ma anche elementi stilistici che alludevano a stili più moderni e al jazz neoclassico. A Colonia ci fu una forte iniziativa per il jazz, fondando l'iniziativa "Kölner Jazz Haus" (Casa del Jazz di Colonia), da cui emersero progetti come la Kölner Saxophon Mafia (Mafia del Sassofono di Colonia). A Francoforte emersero tutta una serie di chitarristi di rilevanza internazionale, tra cui Torsten de Winkel, che sarebbe poi apparso sui palcoscenici mondiali con artisti del calibro di Pat Metheny e Joe Zawinul. E si risveglia un nuovo interesse per il lavoro delle big band. Arrangiatori jazz come Peter Herbolzheimer hanno portato questo genere in Germania a livello internazionale. Nuove sedi sono state aperte nelle città di medie dimensioni. A causa del gran numero di stili jazz diversi, questi concerti erano poco frequentati, soprattutto nelle città più grandi.

Nella Germania dell’Est lo sviluppo fu organizzato in modo più chiaro. Negli anni '80 ci fu un maggiore scambio tra musicisti jazz della Germania occidentale e orientale. Se la collaborazione si svolgeva entro i confini della DDR, normalmente veniva invitato anche un musicista non tedesco per dare a questo evento un aspetto internazionale. Dal punto di vista economico, i musicisti jazz della DDR vivevano in circostanze relativamente sicure e prospere, perché lavoravano in un ambiente di cultura sovvenzionata e, a differenza dei loro colleghi occidentali, non avevano bisogno di seguire le direttive dell’economia di libero mercato. Oltre a una scena Dixieland relativamente ampia nell'area e al jazz tradizionale in stile americano, la musica di improvvisazione libera si sviluppò in un modo tale che Fred Van Hove (in seguito relativizzato) parlò erroneamente della "Terra Promessa della Musica Improvvisata".
Dagli anni '90 ad oggi

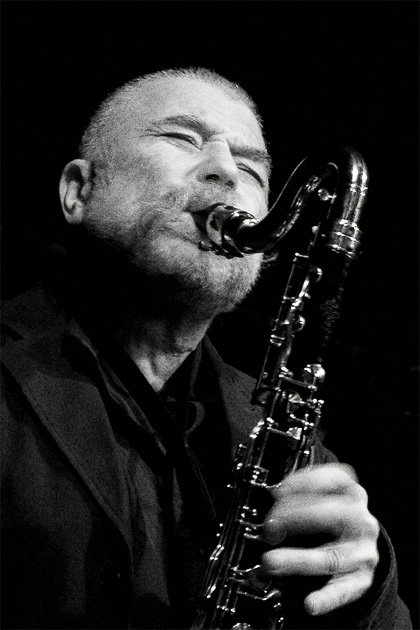
Uno scatto da una performance del 2006 di Peter Brötzmann, figura chiave e decano del free jazz Europeo

Nel 1992 lo studioso di jazz Ekkehard Jost ha individuato due tendenze fondamentali della scena jazz: una, il jazz come musica di repertorio e l'altra, il jazz in uno sviluppo stabile e dinamico. Quest'ultima sopravvive attraverso la pratica musicale e si fonda sulle origini del jazz. Negli anni Novanta, ancor più che negli anni Ottanta, il marketing degli stili musicali dominava il music business, e il jazz in particolare. Helge Schneider, noto intrattenitore, ha saputo integrare il jazz nella propria arte comica. Un altro noto musicista jazz e intrattenitore tedesco è Götz Alsmann, così come il trombettista di successo Till Brönner. Anche un certo numero di altri musicisti jazz si sono affermati sulla scena attraverso l'intrattenimento jazz. Ma questi non sono gli unici musicisti che lavorano come jazzisti in Germania, talvolta in condizioni difficili, e ai quali si deve il merito della creazione di stili jazz così diversi.
Inoltre, tra la Germania Est e la Germania Ovest, si verificò un allineamento di stili, molto a scapito della cultura jazz della Germania Est. Nel corso del tempo gli elementi del jazz furono sempre più integrati con altri stili come l'hip-hop, successivamente il drum and bass e altri, soprattutto dal duo di successo internazionale Tab Two. Questi nuovi stili di fusione furono valutati come Acid jazz o come Nu jazz. Oggi gli elementi jazz possono essere trovati in una grande varietà di stili musicali, come l'hip-hop tedesco, l'house, il drum 'n' bass, la musica dance e molti altri.
Il jazz è poco richiesto dalla televisione tedesca. I jazz club e altri locali devono ancora affrontare il fatto che il numero di visitatori è spesso difficile da prevedere e altamente variabile. Spesso il pubblico più giovane resta lontano. Anche per motivi fiscali (i cosiddetti "Ausländersteuer", cioè l'imposta sugli stranieri), i grandi musicisti internazionali, in particolare i moderni musicisti creativi, che suonano in Svizzera, Austria, Paesi Bassi, Italia e Francia, saltano sempre più la Germania sui loro itinerari e tour.
Anche se oggi in Germania ci sono molti più musicisti jazz che negli anni '60 e '70, grazie ai mezzi elettronici è molto più facile per il pubblico formarsi una propria opinione individuale sui jazzisti e sulla loro musica. Gli opinion leader tradizionali, come i redattori jazz delle emittenti pubbliche, stanno perdendo influenza.
Dagli anni '90 il festival jazz più famoso della Germania (JazzFest Berlin) viene regolarmente criticato e i suoi direttori artistici ripiegano su concetti altamente elaborati senza che sia visibile una linea artistica chiara.

## Eventi jazz importanti (selezione)
- JazzFest Berlin
- Deutsches Jazzfestival, Francoforte[27]
- Total Music Meeting[28]
- Internationales Dixieland Festival Dresden[29]
- Leipziger Jazztage[30]
- Leverkusener Jazztage[31]
- Jazzopen, Stoccarda[32]
- Jazzahead! Brema[33]

Esistono numerosi altri festival jazz in Germania.

### Libri tedeschi
- Wolfram Knauer (1986, Pb.): Jazz in Deutschland. Darmstädter Beiträge zur Jazzforschung 5. Hofheim: Wolke Verlag
- Martin Kunzler (2002): Jazzlexikon: Reinbek
- Rainer Bratfisch (Pb., 2005): Freie Töne : die Jazzszene der DDR. Berlin: Ch. Links
- Mathias Brüll (2003): Jazz auf AMIGA - Die Jazz-Schallplatten des AMIGA-Labels von 1947 bis 1990. Zusammenstellung von Mathias Brüll. (RMudHwiW / Pro Business Berlin - ISBN 3-937343-27-X)
- Rainer Dollase, Michael Rüsenberg, Hans J. Stollenwerk (1978): Das Jazzpublikum: zur Sozialpsychologie einer kulturellen Minderheit. Mainz, London, New York, Tokyo: Schott
- E. Dieter Fränzel/Jazz AGe Wuppertal (Pb.) (2006): Sounds like Whoopataal. Wuppertal in der Welt des Jazz. Essen: Klartext
- Frank Getzuhn (2006): Wandeljahre öffentlicher Lerngeschichte zum Jazz in Deutschland von 1950 - 1960: Lernangebote und Lernen in Zeitschriften und Sachbüchern zum Jazz. Berlin: wvb Wiss. Verl.
- Bernfried Höhne (1991): Jazz in der DDR : eine Retrospektive. Frankfurt am Main: Eisenbletter und Naumann
- Ekkehard Jost (1987): Europas Jazz: 1960 - 1980. Frankfurt a.M.: Fischer paperback
- Horst H. Lange (1996): Jazz in Deutschland: die deutsche Jazz-Chronik bis 1960. Hildesheim; Zürich; New York: Olms-Presse (2. run)
- Martin Lücke (2004): Jazz im Totalitarismus : eine komparative Analyse des politisch motivierten Umgangs mit dem Jazz während der Zeit des Nationalsozialismus und des Stalinismus. Münster: Lit
- Rainer Michalke (Hg., 2004): Musik life – Die Spielstätten für Jazz und Aktuelle Musik in Nordrhein-Westfalen. Essen: Klartext Verlag
- Bert Noglik (1978): Jazz im Gespräch. Berlin (DDR): Verlag Neue Musik, ders. (1992): Swinging DäDäRä. Die Zeit, 8. Mai 1992, S. 60
- Bruno Paulot (1993): Albert Mangelsdorff: Gespräche. Waakirchen: Oreos
- Fritz Rau (2005): 50 Jahre Backstage: Erinnerungen eines Konzertveranstalters. Heidelberg: Palmyra
- Werner Josh Sellhorn (2005): Jazz - DDR - Fakten: Interpreten, Diskographien, Fotos, CD. Berlin Neunplus 1
- Fritz Schmücker (1993): Das Jazzkonzertpublikum: das Profil einer kulturellen Minderheit im Zeitvergleich. Münster; Hamburg: Lit
- Werner Schwörer (1990): Jazzszene Frankfurt: eine musiksoziologische Untersuchung zur Situation anfangs der achtziger Jahre. Mainz; London; New York; Tokyo: Schott
- Dita von Szadkowski Auf schwarz-weißen Flügeln Focus Verlag 1983 ISBN 3-88349-307-4
- Robert von Zahn (1999): Jazz in Nordrhein-Westfalen seit 1946. Köln: Emons; ders. (1998): Jazz in Köln seit 1945 : Konzertkultur und Kellerkunst. Köln: Emons-Verlag

## Riviste jazz tedesche
- Jazz Echo
- Jazzpodium
- Jazzthetik
- Jazz thing
- Jazz Zeit
- Jazz Zeitung